# Piolenc
Piolenc település Franciaországban, Vaucluse megyében. Lakosainak száma 5679 fő (2022. január 1.). Piolenc Orange, Mornas, Sérignan-du-Comtat, Uchaux, Chusclan, Saint-Étienne-des-Sorts és Caderousse községekkel határos.

## Népesség
A település népességének változása:
| Lakosok száma | 5103 | 5083 | 5253 | 5253 | 5324 | 5394 | 5465 | 5536 | 5679 |
|               | 2013 | 2015 | 2016 | 2017 | 2018 | 2019 | 2020 | 2021 | 2022 |

## Híres szülöttei
- Jean-Louis Trintignant, színész
- Pierre Grillet, labdarúgó